# ایستگاه متروی قیطریه
ایستگاه متروی قیطریه تهران در خط ۱ متروی تهران است. این ایستگاه در خیابان شریعتی (تهران) ، روبه‌روی پل رومی است. مساحت فضای سرپوشیده این ایستگاه بیش از ۳۵۳۱ متر مربع و فضای باز آن بالغ بر ۷۸۷ متر مربع است.
این ایستگاه در خط ۱ متروی تهران بین دو ایستگاه متروی تجریش در شمال  و ایستگاه متروی شهید صدر در جنوب قرار گرفته است.
موقعیت این ایستگاه در شهرستان شمیران (منطقه یک تهران) واقع در شمال شرقی تهران است.

## همسایگی
این ایستگاه در همسایگی خیابان‌های صبا (منتهی به خیابان قیطریه)، شریعتی و محله‌های الهیه، قیطریه، فرشته و پل رومی قرار دارد.

## دسترسی
این ایستگاه با توجه به موقعیت جغرافیایی که دارد به محله‌های زیادی دسترسی دارد از جمله:
- محله الهیه
- محله قیطریه
- بلوار اندرزگو
- پل رومی
- خیابان فرشته
- محله فرمانیه
- محله کامرانیه
- محله چیذر
- محله دزاشیب
- بلوار صبا و بلوار شهید کاوه
- خیابان کریمی(بوعلی)
- خیابان خزر
- خیابان پاشاظهری
- خیابان سهیل

## مکان های گردشگری
- پارک قیطریه
- بلوار اندرزگو
- پل رومی
- مجتمع تجاری سانا
- موزه دکتر حسابی
- موزه سیمین و جلال
- موزه استاد عزت الله انتظامی
- فرهنگسرای ملل
- تندیس امیرکبیر
- موزه نیما یوشیج
- درخت آدامسی
- امامزاده علی اکبر چیذر
- امامزاده اسماعیل چیذر
- برج کوه نور

## مراکز دیپلماتیک اطراف
با توجه به موقعیت نزدیک این ایستگاه به بسیاری از سفارتخانه ها یکی از مواردی که مسافران را به استفاده از این ایستگاه مترو ترغیب می‌کند استفاده از مکان های دیپلماتیک است.
- برخی از مقاصد دیپلماتیک عبارتند از:
- سفارت فنلاند (خیابان شریعتی خیابان سهیل)
- سفارت آلمان(پل رومی خیابان شهید اکبری)
- سفارت ترکیه(پل رومی خیابان استانبول)
- سفارت عراق(خیابان شریعتی پایین تر از پل رومی)
- سفارت واتیکان (خیابان شریعتی پایین تر از تقاطع سهیل)
- سفارت ایتالیا (خیابان فرمانیه جنب دیباجی)
- سفارت هلند (خیابان دیباجی)
- سفارت ترکمنستان (اندرزگو انتهای خیابان سلیمی)
- سفارت کره جنوبی(خیابان فرمانیه جنب خیابان سعیدی)
- سفارت سوئیس (خیابان الهیه .شریفی منش)
- سفارت بلژیک (خیابان الهیه)

## مراکز درمانی اطراف
- بیمارستان ارتوپدی اختر (الهیه)
- کلینیک قیطریه (خیابان کریمی)
- کلینیک نسیم (پایین تر از پارک قیطریه)
- بیمارستان فرمانیه (خیابان لواسانی بعد از دیباجی)
- کلینیک چیذر (میدان ندا)

## بازار میوه و تره بار اطراف
- تره بار قیطریه (خیابان سهیل انتهای خیابان قلندری)
- تره بار حکمت(بلوار سی و پنج متری قیطریه خیابان نامی)
- تره بار فرمانیه (خیابان لواسانی خیابان آقایی)

## بانک های اطراف
نزدیکترین بانک ها به مترو به شرح زیر است:
- بانک ملت (بلوار صبا رو به روی مترو)
- بانک ملی ایران (خیابان دکتر شریعتی رو به روی مترو)
- بانک پارسیان (خیابان شریعتی بالاتر از پل رومی)
- بانک سینا (خیابان شریعتی بالاتر از پل رومی روبه روی موسیوند)
- بانک شهر (بلوار صبا ابتدای خیابان کریمی رو به رو کوچه یخچال)
- بانک پاسارگاد (بلوار صبا خیابان کریمی رو به روی کوچه یخچال)
- بانک صادرات (مدیریت شعب شمال تهران) (بلوار صبا خیابان فاطمیه جنب کوچه گودرزی)
- بانک گردشگری (بلوار سی و پنج متری قیطریه رو به روی پارک)
- بانک سامان (بلوار سی و پنج متری قیطریه رو به روی پارک قیطریه)
- بانک سپه (بلوار اندرزگو تقاطع سی و پنج متری قیطریه)
- بانک خاورمیانه (الهیه خیابان آقابزرگی نرسیده به خیابان استانبول)
- بانک تجارت(الهیه پل رومی خیابان شریفی منش کوچه شاهد کوچه سروستان)
- بانک کارآفرین (بلوار اندرزگو نبش خیابان شهید دانیالی)

## امکانات
از امکانات این ایستگاه می‌توان به پله برقی، دفتر اشیاء گم شده، پلیس مترو و پایانه تاکسیرانی اشاره کرد. و همچنین دفتر ایرانسل در این مترو دایر است.
در این مترو سه دستگاه ATM وجود دارد.
- نمازخانه در جهت جنوبی ایستگاه واقع شده است.
- ایستگاه کتاب در طبقه بالای ایستگاه واقع شده است
- در این ایستگاه فروشگاه تعاونی مواد غذایی و سوپر مارکت و غرفه ساندویچی و کلین فود و کافی شاپ وجود دارد.
- در این ایستگاه با وجود عمق زیادی که از سطح زمین دارد هیچ آسانسوری وجود ندارد.
- سرویس بهداشتی هم در حدود پنجاه متری بیرون ایستگاه واقع در بلوار صبا وجود دارد.

## ورودی های ایستگاه
این ایستگاه دارای دو ورودی شمالی و جنوبی می باشد
ورودی شمالی که در مجاور بلوار صبا و خیابان شریعتی  قرار دارد و به پایانه اتوبوس و تاکسیرانی راه دارد.
ورودی جنوبی هم رو به روی پل رومی قرار دارد و برای خروج پله های کمتری دارد و در رو به روی آن فضای کافی برای پارک کردن دوچرخه و موتورسیکلت وجود دارد.

## پایانه های تاکسیرانی
خطوط تاکسی مترو (به همراه مسیر حرکت آنها) به شرح زیر است.
- خط تاکسی  میدان چیذر (بلوار کاوه ، پارک قیطریه ، بلوار سی و پنج متری قیطریه،خیابان حکمت، میدان چیذر)
- خط تاکسی اقدسیه (بلوار اندرزگو و بلوار شهید لواسانی (فرمانیه), نارنجستان هفتم , میدان اقدسیه)
- خط تاکسی دارآباد- آجودانیه (بلوار اندرزگو.خیابان کامرانیه شمالی ، خیابان نیاوران (شهید باهنر)، میدان نیاوران،کاخ نیاوران و دارآباد - آجودانیه)
- خط تاکسی مترو نوبنیاد (شریعتی, بزرگراه شهید صدر , اختیاریه ،ایستگاه متروی نوبنیاد)

## خطوط اتوبوسرانی
از خطوط اتوبوسرانی منتهی و عبوری از مجاور این ایستگاه خطوط ذیل است:
- خط ۲۱٧ شهرک صدف به بلوار صبا (متروی قیطریه) در مسیر شهرک صدف و نفت، مینی سیتی، بلوار ارتش، نارنجستان هفتم، خیابان لواسانی (فرمانیه)، بلوار شهید اندرزگو، قیطریه و بلوار صبا
- خط ۲۲۵ میدان قدس به پایانه شهید دستواره (معصومی) در مسیر خیابان شریعتی متروی قیطریه ، پل صدر ، باغ قلهک ، خیابان شهید کلاهدوز (دولت) ، میدان اختیاریه ، خیابان پاسداران و میدان نوبنیاد
- خط ۳۰۳ میدان قدس به پیچ شمیران در مسیر خیابان شریعتی، متروی قیطریه، پل صدر، خیابان شریعتی، پل سیدخندان، سهروردی، خیابان مطهری و ملک و خیابان شریعتی تا پیچ شمیران
- خط ۳۸۷ میدان قدس به میدان رسالت در مسیر خیابان شریعتی، متروی قیطریه، پل صدر، بزرگراه صدر ، بزرگراه امام علی، لویزان، شمس آباد، بزرگراه‌های امام علی و رسالت [۴]